# Harvest Moon: Island of Happiness
Harvest Moon: Island of Happiness (牧場物語キミと育つ島, Bokujou Monogatari: Kimi to Sodatsu Shima, lit. "Farm Story: The Island Grows With You) é um Video game de simulação publicado e desenvolvido pela Marvelous Interactive Inc. no Japão, e liberado na América do Norte pela Natsume exclusivamente para Nintendo DS. É o quarto jogo da série Harvest Moon para o DS.
Harvest Moon DS: Island of Happiness é a segunda vez que a série ramificou um protagonista em uma história em andamento, já que o jogo não acontecia mais na continuidade anterior. Juntamente com sua sequência, Harvest Moon DS: Sunshine Islands, os dois seguem os novos protagonistas Mark e Chelsea. Entradas anteriores antes de Harvest Moon DS: Island of Happiness estavam todas interconectadas a uma história central de descendentes que carregavam a fazenda da família.

## O Jogo

### Animais
O gado inclui vacas, galinhas e ovelhas, que produzem leite, ovos e lã, respectivamente. Os animais de trabalho incluem um cachorro e um cavalo, que podem ser adquiridos após atender a determinados critérios. O cão protege o gado e o cavalo pode ser montado e usado para o trabalho agrícola.

### Casamento
Como em outros jogos da série Harvest Moon, Island of Happiness oferece aos jogadores a chance de se casar. O casamento só é possível quando você conhece todos os participantes do jogo. Se jogar como um menino, existem seis solteiras para escolher: Natalie, Princesa Bruxa, Julia, Lanna, Sabrina e Chelsea. Jogando como uma menina, também há seis solteiros elegíveis: Vaughn, Denny, Shea, Pierre, Elliot e Mark. O casal também pode ter um filho, após um mês de casamento. Essa criança progride apenas até começar a engatinhar, engatinhar e falar.

## História
No início, o jogador (jogando, ou com o personagem masculino, "Mark", ou com o personagem feminino, "Chelsea") sofre um naufrágio com uma família de quatro pessoas, que acabam em uma ilha deserta com ele. Há sinais de vida passada na ilha, porém ninguém sabe o que pode ter acontecido. Na agricultura, o jogador irá atrair novos colonos (como em Harvest Moon: Magical Melody), que prestam serviços em agricultura e pecuária.

## Desenvolvimento
O bônus de pré-lançamento americano era um frango de pelúcia de edição limitada que foi incluído no jogo quando solicitado dos varejistas participantes.

## Recepção
A Nintendo Power deu ao Island of Happiness uma pontuação de 7,0 / 10,0, que é mais alta do que a pontuação do Harvest Moon DS de 6,0. Eles disseram que o uso da caneta não era muito inovador e que o deslocamento era lento. No início da revisão, eles mencionaram quanto trabalho e problemas representam para as tarefas mais simples. A pontuação crítica média do GameSpot também é 7,0 / 10,0. [2] Tracey Lien do Hyper elogia o jogo por trazer "de volta os elementos viciantes dos jogos anteriores". Mas ela critica o "sistema de controle desajeitado que faz até as tarefas mais básicas parecerem uma tarefa árdua".